# Германия на зимних Олимпийских играх 2006
Всего на зимние Олимпийские игры 2006 года приехало 162 спортсмена из Германии. Команда Германии выиграла 11 золотых, 12 серебряных и 6 бронзовых медалей и заняла 1 место в неофициальном общекомандном зачете.

## Медалисты

### Золото
| Золото |                                                                               |                                                   |
| №      | Спортсмены                                                                    | Вид спорта (дисциплина)                           |
| 1      | Кати Вильхем                                                                  | Биатлон (преследование 10 км)                     |
| 2      | Михаэль Грайс                                                                 | Биатлон (индивидуальная гонка 20 км)              |
| 3      | Рикко Гросс Михаэль Рёш Свен Фишер Михаэль Грайс                              | Биатлон (эстафета 4x7,5 км)                       |
| 4      | Свен Фишер                                                                    | Биатлон (Спринт — мужчины)                        |
| 5      | Михаэль Грайс                                                                 | Биатлон (масс-старт 15 км)                        |
| 6      | Андре Ланге Кевин Куске                                                       | Бобслей (мужские двойки)                          |
| 7      | Сандра Кириасис Аня Шнайдерхайнце                                             | Бобслей (женские двойки)                          |
| 8      | Андре Ланге Кевин Куске Рене Хоппе Мартин Путце                               | Бобслей (мужские четвёрки)                        |
| 9      | Зильке Отто                                                                   | Санный спорт (Одиночки—женщины)                   |
| 10     | Георг Хеттих                                                                  | Лыжное двоеборье (Трамплин 95 м + гонка на 15 км) |
| 11     | Даниела Аншюц-Томс Анни Фризингер Люсиль Опиц Клаудия Пехштайн Сабине Фёлькер | Конькобежный спорт (Командная гонка—женщины)      |

### Серебро
| Серебро |                                                                |                                            |
| №       | Спортсмены                                                     | Вид спорта (дисциплина)                    |
| 1       | Мартина Глагов                                                 | Биатлон (индивидуальная гонка — женщины)   |
| 2       | Мартина Глагов                                                 | Биатлон (гонка преследования — женщины)    |
| 3       | Кати Вильхельм                                                 | Биатлон (масс-старт — женщины)             |
| 4       | Мартина Глагов Андреа Хенкель Катрин Апель Кати Вильхельм      | Биатлон (эстафета — женщины)               |
| 5       | Штефани Бёлер Виола Бауэр Эви Захенбахер Клаудиа Кюнцель       | Лыжные гонки (эстафета 4х5 километров)     |
| 6       | Клаудия Кюнцель                                                | Лыжные гонки (спринт — женщины)            |
| 7       | Андреас Шлюттер Йенс Фильбрих Рене Зоммерфельдт Тобиас Ангерер | Лыжные гонки (эстафета 4х10 километров)    |
| 8       | СЗильке Краузхаар                                              | Санный спорт (одиночки — женщины)          |
| 9       | Андре Флоршюц Торстен Вустлих                                  | Санный спорт (двойки — мужчины)            |
| 10      | Бьёрн Кирхайзен Георг Хеттих Ронни Акерманн Йенс Гайзер        | Лыжное двоеборье (Эстафета 4х5 км)         |
| 11      | Амели Кобер                                                    | Сноубординг (гигантский слалом — женщины)  |
| 12      | Клаудия Пехштайн                                               | Конькобежный спорт (5000 метров — женщины) |

### Бронза
| Бронза |                |                                              |
| №      | Спортсмены     | Вид спорта (дисциплина)                      |
| 1      | Свен Фишер     | Биатлон (гонка преследования — мужчины)      |
| 2      | Уши Дизль      | Биатлон (масс-старт — женщины)               |
| 3      | Тобиас Ангерер | Лыжные гонки (индивидуальная гонка на 15 км) |
| 4      | Татьяна Хюфнер | Санный спорт (одиночки — женщины)            |
| 5      | Георг Хеттих   | Лыжное двоеборье (спринт 7,5 км)             |
| 6      | Анни Фризингер | Конькобежный спорт (1000 метров — женщины)   |

## Биатлон

### Мужчины
| Спортсмен                                       | Дисциплина           | Время     | Место |
| ----------------------------------------------- | -------------------- | --------- | ----- |
| Свен Фишер                                      | Спринт               | 26:11.6   | 1     |
| Свен Фишер                                      | Гонка преследования  | 35:35.80  | 3     |
| Свен Фишер                                      | Масс-старт           | 48:53.7   | 17    |
| Свен Фишер                                      | Индивидуальная гонка | 57:14.3   | 17    |
| Михаэль Грайс                                   | Спринт               | 28:22.9   | 34    |
| Михаэль Грайс                                   | Гонка преследования  | 36:39.98  | 8     |
| Михаэль Грайс                                   | Масс-старт           | 47:20.0   | 1     |
| Михаэль Грайс                                   | Индивидуальная гонка | 54:23.0   | 1     |
| Рикко Грос                                      | Спринт               | 27:15.1   | 6     |
| Рикко Грос                                      | Гонка преследования  | 37:23.51  | 12    |
| Рикко Грос                                      | Индивидуальная гонка | 56"14.3   | 11    |
| Михаэль Рёш                                     | Масс-старт           | 48:19.9   | 10    |
| Михаэль Рёш                                     | Индивидуальная гонка | 59:56.6   | 42    |
| Александр Вольф                                 | Спринт               | 27:34.5   | 14    |
| Александр Вольф                                 | Гонка преследования  | 37:35.40  | 19    |
| Александр Вольф                                 | Масс-старт           | 48:15.3   | 8     |
| Рикко Грос Михаэль Рёш Свен Фишер Михаэль Грайс | Эстафета             | 1:21:51.5 | 1     |

### Женщины
| Спортсмен                                                 | Дисциплина           | Время     | Место |
| --------------------------------------------------------- | -------------------- | --------- | ----- |
| Катрин Апель                                              | Спринт               | 24:04.9   | 22    |
| Катрин Апель                                              | Гонка преследования  | 39:38.95  | 11    |
| Уши Дизль                                                 | Спринт               | 24:29.1   | 34    |
| Уши Дизль                                                 | Гонка преследования  | 39:30.83  | 10    |
| Уши Дизль                                                 | Масс-старт           | 41:18.4   | 3     |
| Уши Дизль                                                 | Индивидуальная гонка | 52:49.7   | 12    |
| Мартина Глагов                                            | Спринт               | 23:35.9   | 17    |
| Мартина Глагов                                            | Гонка преследования  | 37:57.29  | 2     |
| Мартина Глагов                                            | Масс-старт           | 41:33.6   | 4     |
| Мартина Глагов                                            | Индивидуальная гонка | 50:34.9   | 2     |
| Андреа Хенкель                                            | Масс-старт           | 42:41.5   | 13    |
| Андреа Хенкель                                            | Индивидуальная гонка | 51:46.3   | 4     |
| Кати Вильхельм                                            | Спринт               | 22:49.8   | 7     |
| Кати Вильхельм                                            | Гонка преследования  | 36:43.6   | 1     |
| Кати Вильхельм                                            | Масс-старт           | 40:55.3   | 2     |
| Кати Вильхельм                                            | Индивидуальная гонка | 52:59.0   | 16    |
| Мартина Глагов Андреа Хенкель Катрин Апель Кати Вильхельм | Эстафета             | 1:17:03.2 | 2     |

## Бобслей

### Мужчины
| Спортсмен                                              | Дисциплина | Время     | Время     | Время     | Время     | Время   | Место |
| Спортсмен                                              | Дисциплина | Попытка 1 | Попытка 2 | Попытка 3 | Попытка 4 | Сумма   | Место |
| ------------------------------------------------------ | ---------- | --------- | --------- | --------- | --------- | ------- | ----- |
| Андре Ланге Кевин Куске                                | Двойки     | 55.28     | 55.73     | 56.01     | 56.36     | 3:43.38 | 1     |
| Маттиас Хёфнер Марк Кюне                               | Двойки     | 55.56     | 55.82     | 56.24     | 56.63     | 3:44.25 | 5     |
| Андре Ланге Рене Хоппе Кевин Куске Мартин Путце        | Четвёрки   | 55.20     | 55.30     | 54.80     | 55.12     | 3:40.42 | 1     |
| Рене Спис Кристоф Хейдер Энрико Кюн Александер Метцгер | Четвёрки   | 55.47     | 55.48     | 54.91     | 55.18     | 3:41.04 | 5     |

### Женщины
| Спортсмен                         | Дисциплина | Время     | Время     | Время     | Время     | Время   | Место |
| Спортсмен                         | Дисциплина | Попытка 1 | Попытка 2 | Попытка 3 | Попытка 4 | Сумма   | Место |
| --------------------------------- | ---------- | --------- | --------- | --------- | --------- | ------- | ----- |
| Сандра Кириасис Аня Шнайдерхайнце | Двойки     | 57.16     | 57.77     | 57.34     | 57.71     | 3:49.98 | 1     |
| Зузи Эрдман Николь Хершман        | Двойки     | 57.26     | 57.75     | 58.04     | 58.27     | 3:51.32 | 5     |

## Горнолыжный спорт

### Женщины
| Спортсмен                | Дисциплина        | Время           | Время           | Время           | Время           | Время           |
| Спортсмен                | Дисциплина        | Попытка 1       | Попытка 2       | Попытка 3       | Сумма           | Место           |
| ------------------------ | ----------------- | --------------- | --------------- | --------------- | --------------- | --------------- |
| Моника Бергманн-Шмудерер | Слалом            | 43.48           | 48.36           | n/a             | 1:31.84         | 16              |
| Моника Бергманн-Шмудерер | Комбинация        | 40.37           | 43.89           | 1:32.54         | 2:56.80         | 16              |
| Мартина Эртль-Ренц       | Супергигант       | n/a             | n/a             | n/a             | 1:34.03         | 16              |
| Мартина Эртль-Ренц       | Гигантский слалом | 1:01.44         | 1:11.10         | n/a             | 2:12.54         | 15              |
| Мартина Эртль-Ренц       | Слалом            | Не финишировала | Не финишировала | Не финишировала | Не финишировала | Не финишировала |
| Мартина Эртль-Ренц       | Комбинация        | 39.28           | 43.92           | 1:31.08         | 2:54.28         | 7               |
| Аннемари Герг            | Гигантский слалом | 1:03.04         | Не финишировала | Не финишировала | Не финишировала | Не финишировала |
| Аннемари Герг            | Слалом            | 43.37           | 47.52           | n/a             | 1:30.89         | 7               |
| Петра Халтмайр           | Скоростной спуск  | n/a             | n/a             | n/a             | 1:57.69         | 6               |
| Петра Халтмайр           | Супергигант       | n/a             | n/a             | n/a             | 1:33.50         | 9               |

### Мужчины
| Спортсмен        | Дисциплина    | Время          | Время          | Время          | Время          | Время          |
| Спортсмен        | Дисциплина    | Попытка 1      | Попытка 2      | Попытка 3      | Сумма          | Место          |
| ---------------- | ------------- | -------------- | -------------- | -------------- | -------------- | -------------- |
| Феликс Нойройтер | Слалом-гигант | Не финишировал | Не финишировал | Не финишировал | Не финишировал | Не финишировал |
| Феликс Нойройтер | Слалом        | 55.16          | Не финишировал | Не финишировал | Не финишировал | Не финишировал |
| Alois Vogl       | Слалом        | Не финишировал | Не финишировал | Не финишировал | Не финишировал | Не финишировал |

## Кёрлинг

### Мужчины
8. Германия

## Конькобежный спорт

### Командная гонка — женщины

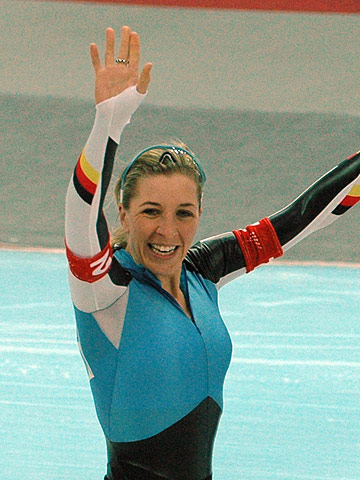
Анни Фризингер после победы в командной гонке

1. Германия
1000 МЕТРОВ
3. Анни Фризингер +0.34
5000 МЕТРОВ
2. Клаудия Пехштайн

## Лыжные гонки

### Женщины
ЭСТАФЕТА
2. Германия +0:10.0
СПРИНТ
2. Клаудия Кунцль +0.7

### Мужчины
15 КИЛОМЕТРОВ
3. Тобиас Ангерер +0:19.2
ЭСТАФЕТА
2. Германия +0:15.7

## Лыжное двоеборье

### Мужчины
МАРАФОН
1. Георг Хеттих 39:44.6
ЭСТАФЕТА
2. Германия +0:15.3
ЛИЧНЫЙ ЗАЧЕТ
3. Георг Хеттих +0:09.6

## Фигурное катание
| Спортсмены                   | Дисциплина | CD    | CD    | SP/OD | SP/OD | FS/FD  | FS/FD | Всего  | Всего |
| Спортсмены                   | Дисциплина | Баллы | Место | Баллы | Место | Баллы  | Место | Баллы  | Место |
| ---------------------------- | ---------- | ----- | ----- | ----- | ----- | ------ | ----- | ------ | ----- |
| Штефан Линдеманн             | Мужчины    | n/a   | n/a   | 60.52 | 20 Q  | 112.05 | 20    | 172.57 | 21    |
| Алёна Савченко Робин Шолковы | Пары       | n/a   | n/a   | 60.96 | 7     | 119.19 | 5     | 180.15 | 6     |
| Эва-Мария Фице Рико Рекс     | Пары       | n/a   | n/a   | 43.86 | 16    | 76.37  | 16    | 120.23 | 15    |

## Фристайл

### Мужчины
| Спортсмен       | Дисциплина | Квалификация | Квалификация | Финал     | Финал |
| Спортсмен       | Дисциплина | Баллы        | Место        | Баллы     | Место |
| --------------- | ---------- | ------------ | ------------ | --------- | ----- |
| Gerhard Blöchl  | Могул      | 21.16        | 28           | Не прошёл | 28    |
| Christoph Stark | Могул      | 23.65        | 12 Q         | 22.84     | 15    |

## Шорт-трек

### Женщины
| Спортсмен                                                          | Дисциплина  | Квалификация        | Квалификация        | Четвертьфиналы      | Четвертьфиналы      | Полуфиналы          | Полуфиналы          | Финал               | Финал               |
| Спортсмен                                                          | Дисциплина  | Время               | Место               | Время               | Место               | Время               | Место               | Время               | Место               |
| ------------------------------------------------------------------ | ----------- | ------------------- | ------------------- | ------------------- | ------------------- | ------------------- | ------------------- | ------------------- | ------------------- |
| Айка Кляйн                                                         | 500 метров  | 57.732              | 3                   | Не прошла           | Не прошла           | Не прошла           | Не прошла           | Не прошла           | 21                  |
| Айка Кляйн                                                         | 1000 метров | Дисквалифицированна | Дисквалифицированна | Дисквалифицированна | Дисквалифицированна | Дисквалифицированна | Дисквалифицированна | Дисквалифицированна | Дисквалифицированна |
| Айка Кляйн                                                         | 1500 метров | 2:42.380            | 5                   | Не прошла           | Не прошла           | Не прошла           | Не прошла           | Не прошла           | 26                  |
| Ивонн Кунце                                                        | 1000 метров | 1:40.166            | 3 ADV               | 1:33.627            | 2 Q                 | 1:36.765            | 4                   | Финал B 1:33.627    | 7                   |
| Ивонн Кунце                                                        | 1500 метров | 2:48.009            | 4                   | Не прошла           | Не прошла           | Не прошла           | Не прошла           | Не прошла           | 21                  |
| Сюзанна Рудольф                                                    | 500 метров  | 46.503              | 3                   | Не прошла           | Не прошла           | Не прошла           | Не прошла           | Не прошла           | 18                  |
| Тина Грассов Айка Кляйн Ивонн Кунце Кристин Прибст Сюзанна Рудольф | Эстафета    | n/a                 | n/a                 | n/a                 | n/a                 | 4:22.553            | 4                   | Финал B 4:24.896    | 7                   |

### Мужчины
| Спортсмен                                                          | Дисциплина  | Квалификация | Квалификация | Четвертьфиналы | Четвертьфиналы | Полуфиналы | Полуфиналы | Финал            | Финал |
| Спортсмен                                                          | Дисциплина  | Время        | Место        | Время          | Место          | Время      | Место      | Время            | Место |
| ------------------------------------------------------------------ | ----------- | ------------ | ------------ | -------------- | -------------- | ---------- | ---------- | ---------------- | ----- |
| Тайсон Хён                                                         | 500 метров  | 43.572       | 3            | Не прошёл      | Не прошёл      | Не прошёл  | Не прошёл  | Не прошёл        | 16    |
| Тайсон Хён                                                         | 1500 метров | 2:20.075     | 4            | Не прошёл      | Не прошёл      | Не прошёл  | Не прошёл  | Не прошёл        | 17    |
| Ариан Нахбар                                                       | 500 метров  | 43.006       | 2 Q          | 42.605         | 4              | Не прошёл  | Не прошёл  | Не прошёл        | 13    |
| Ариан Нахбар                                                       | 1000 метров | 1:27.994     | 3 ADV        | 1:27.679       | 4              | Не прошёл  | Не прошёл  | Не прошёл        | 14    |
| Праус, Себастьян                                                   | 1000 метров | 1:35.375     | 3 ADV        | 1:29.820       | 3              | Не прошёл  | Не прошёл  | Не прошёл        | 10    |
| Праус, Себастьян                                                   | 1500 метров | 2:30.292     | 4            | Не прошёл      | Не прошёл      | Не прошёл  | Не прошёл  | Не прошёл        | 21    |
| Томас Бауэр Андре Хартвиг Тайсон Хён Ариан Нахбар Праус, Себастьян | Эстафета    | n/a          | n/a          | n/a            | n/a            | 7:02.367   | 3          | Финал B 7:13.338 | 6     |